# United States Air Force Band
| Heraldisk sköld samt dess Ceremonial Brass uppställda utanför Vita huset, 2018. |  | Heraldisk sköld samt dess Ceremonial Brass uppställda utanför Vita huset, 2018. |
| Heraldisk sköld samt dess Ceremonial Brass uppställda utanför Vita huset, 2018. |  |                                                                                 |

United States Air Force Band är den primära musikkåren inom USA:s flygvapen. Den grundades i oktober 1941 inom dåvarande United States Army Air Forces, sorterar organisatoriskt under Air Force District of Washington och är baserad vid Joint Base Anacostia-Bolling i Washington, D.C. och består av 184 heltidsanställda musiker fördelade på sex ensembler.

## Roll
United States Air Force Band deltar i statsceremonier i huvudstaden och huvudstadsområdet som statsbesök, presidentinstallationer, statsbegravningar, därtill olika ceremonier inom USA:s försvarsdepartement samt inom flygvapendepartementet, såsom militärbegravningar av flygvapenpersonal vid Arlingtonkyrkogården, överlämningsceremonier, paradmönstringar och även i underhållnings- och rekryteringssyfte.

## Ensembler
| Jazzorkestern Airmen of Note samt rockbandet Max Impact. |  | Jazzorkestern Airmen of Note samt rockbandet Max Impact. |
| Jazzorkestern Airmen of Note samt rockbandet Max Impact. |  |                                                          |

United States Air Force Band består av 6 ensembler:
- Ceremonial Brass, traditionell militärmusikkår som framför sin musik utomhus samt under marsch.[3]
- Air Force Strings, stråkorkester med en bred repertoar från bluegrass till symfonisk musik.[3]
- Airmen of Note, jazzorkester bildad 1950 som fortsätter storbandstraditionen från Glenn Miller.[3]
- Max Impact, flygvapnets officiella rockband som även framför popmusik och annan intensiv samtidsmusik.[3]
- The Singing Sergeants, flygvapnets officiella kör med 24 körmedlemmar.[3]
- The United States Air Force Concert Band, en stationär blåsorkester.[3]

Mer än 90% av musikerna i United States Air Force Band har minst en bachelorexamen inom musik.